# Laurent Mantel
 (mars 2014).
Si vous disposez d'ouvrages ou d'articles de référence ou si vous connaissez des sites web de qualité traitant du thème abordé ici, merci de compléter l'article en donnant les références utiles à sa vérifiabilité et en les liant à la section « Notes et références ».
Pour les articles homonymes, voir Mantel.
Laurent Mantel est un comédien français spécialisé dans le doublage.

## Biographie
Descripteur d’images ou audiodescripteur, auteur d’audiodescription à l’usage des personnes aveugles ou malvoyantes, il est membre de l’équipe de création d’audiodescription.fr, site de référence de l’audiodescription en France, où il signe plusieurs articles.
Il a participé au reportage de France Culture sur l'audiodescription : la toile noire réalisé par Marie Chartron pour l’émission Sur les docks et au reportage sonore sur l’audiodescription de La Grande Vadrouille sur le site de Libération.
On lui doit aussi de l'écriture et des enregistrements de versions audiodécrites pour le cinéma, la télévision, le théâtre, les expositions et les monuments historiques en collaboration avec Marie-Luce Plumauzille, Séverine Skierski, Christine Mangin, Marc Vighetti et Marie Gaumy pour l’Association Valentin Haüy au service des aveugles et des malvoyants, l’association RETOUR D'IMAGE, ARTE, TF1, M6, Le Festival du court Métrage de Brest, La Cité des sciences et de l’industrie, et de nombreux éditeurs de DVD.  ainsi que de l'audiodescription pour des expositions (Cité des sciences et de l’industrie) et des monuments historiques (château du Haut-Koenigsbourg).

## Doublage (liste partielle)

### Cinéma

#### Films
- Kurt Nielsen dans :
  - Pusher (1996) : Kurt-le-con
  - Pusher 2 : Du sang sur les mains (2004) : Kurt-le-con
  - Pusher 3 : L'Ange de la mort (2005) : Kurt-le-con

- Anson Mount dans :
  - Chiens de paille (2011) : le coach Milkens
  - Safe (2012) : Alex Rosen
  - Mr. Right (2015) : Richard Cartigan

- 1957[1] : Le Bal des cinglés : Bohun (Dick York)
- 1991 : The Voyager : Kurt (Thomas Heinze)
- 1996 : La Compétition (Race the Sun) : Steve Fryman (Joel Edgerton)
- 1998 : Comportements troublants : Gavin Strick (Nick Stahl)
- 2000 : Cybertraque : Alex Lowe (Donal Logue)
- 2003 : It's All About Love : Arthur (Mark Strong)
- 2006 : The Dead Girl : Murray (Christopher Allen Nelson)
- 2006 : Raymond : Baxter (Craig Kilborn)
- 2006 : Rien que des fantômes : Kaspar (Janek Rieke)
- 2008 : News Movie : M. Poniewicz (Jim Ortlieb)
- 2009 : Jack l'Éventreur : Gregor (Ernie Grunwald)
- 2010 : Le Braqueur : La Dernière Course : l'agent de probation (Markus Schleinzer)
- 2013 : Bad Words : le surveillant à l'examen d'orthographe (Steve Witting)
- 2014 : Big Eyes : Gannett Lawyer (Barclay Hope)
- 2014 : Love and Mercy : Hal Blaine (Johnny Sneed)
- 2016 : Lost & Found : Jim Walton (Greg Bryk)
- 2022 : Jerry and Marge Go Large : ? (?)
- 2024 : Joy (en) : James Watson (Nicholas Rowe)

#### Films d'animation
- 2004 : Barbie : Cœur de princesse : Nack
- 2006 : Charlotte aux fraises : Le Jardin des rêves : voix additionnelles
- 2007 : La Grande Aventure de Bender : Philip J. Fry, Nibbler, Bubble Gum, Barbados Slim, Al Gore
- 2008 : Le Monstre au milliard de tentacules : Philip J. Fry, Yivo, Calculon
- 2008 : Prenez garde au seigneur des robots ! : Philip J. Fry, Larry, Calculon, Dr Perceptron, Gollum 2, Policier, Roberto, Robopute
- 2009 : Vous prendrez bien un dernier vert ? : Philip J. Fry, Calculon, Leo Wong
- 2009 : Barbie présente Lilipucia : Evan

### Télévision

#### Téléfilms
- William DeVry dans :
  - Maman par intérim (2011) : Brian Norton
  - L'Insupportable Soupçon (2012) : l'officier Drake

- 2003 : Mary Higgins Clark : Un crime passionnel : Alan Leach (Gordon Currie)
- 2003 : L'été des loups : Markus (Samuel Fröler)
- 2004 : Salem : Mike Ryerson (Christopher Morris) (mini-série)
- 2006 : La Promesse du bonheur : Boris Fischer (Udo Thies)
- 2006 : Lightspeed : Daniel Leight / Lightspeed (Jason Connery)
- 2007 : La Voix du cœur : Tim (David Milchard)
- 2007 : Boule de neige : Eddie (Josh Cooke)
- 2008 : La Castagne 3 : Y a-t-il un joueur pour sauver la junior league ? : Mark (Peter Benson)
- 2008 : Le Poids des souvenirs : Peter Kahane (Matthew Edison)
- 2008 : Peur noire : Jasper (Matthias Freihof)
- 2009 : Amour rime avec toujours : James (Jonathan Chase)
- 2009 : Les Sables de l'enfer : Oscar Kaminsky (Sebastian Knapp)
- 2009 : Cargo : Samuel Decker (Martin Rapold)
- 2009 : L'Amour au bout du chemin : Peter (Sebastian Goder)
- 2011 : Le Fiancé aux deux visages : l'inspecteur Frye (Joshua Close)
- 2011 : Le Mur de l'humiliation : Dr Rilke (Marcel Jeannin)
- 2011 : Un demi-siècle nous sépare : Thomas Hargrave (David Lewis)
- 2011 : Le Monstre des abîmes : Agent McKewan (Shaw Madson)
- 2011 : Les Sorcières d'Oz : Allen (Ari Zagaris)
- 2012 : Le Pacte de Noël : Jeffrey (Cam Cronin)
- 2012 : Obsession maladive : Ian Brock (Paul Greene)
- 2012 : Code Name Geronimo : Cherry (Anson Mount)
- 2012 : Maria la battante : Chefarzt (Robert Schupp)
- 2013 : Dans l'enfer de la polygamie : Aaron (Ryan Bailey)
- 2013 : L'heure du crime : Perry Collins (Jonas Chernick)
- 2013 : Tempête solaire : Au péril de la Terre : Jack Hillcroft (Trevor Hayes)
- 2013 : Coeur de tonnerre : le lieutenant Müller (Conrad Kemp)
- 2013 : Dévorée par l'ambition : le réceptionniste de l'hôtel Philly (Geoff McBride)
- 2013 : Dilemme mortel : Vincent (Ludwig Trepte)
- 2014 : A la recherche de l'homme idéal : Eric (Jeremy Guilbaut)
- 2014 : L'enfant disparue : Graham Walker (James Parks)
- 2015 : Julekongen : Snerk (Kyrre Hellum)
- 2015 : Le scandale des babysitters : M. Brown (Doug Simpson)
- 2017 : On a échangé nos Noëls : Jaret (Chris Freihofer)

#### Séries télévisées
- John Pyper-Ferguson dans (13 séries) :
  - Brothers et Sisters (2006-2007) : Joe Whedon (28 épisodes)
  - The L Word (2008) : Michael Angelo (saison 5, épisode 3)
  - Bones (2009) : Landis Collar (saison 4, épisode 18)
  - Mental (2009) : Andy Foito (épisode 5)
  - Lie to Me (2009) : Jamie Cowley (saison 2, épisode 2)
  - Les Experts (2010) : Dr William Burke (saison 10, épisode 17)
  - Dark Blue : Unité infiltrée (2010) : Kyle Erikson (saison 2, épisode 5)
  - Castle (2010) : Dean Donegal (saison 3, épisode 8)
  - Grimm (2012) : Hayden Walker (saison 2, épisode 3)
  - Motive (2013) : Charles Stanwyck (saison 1, épisode 8)
  - Burn Notice (2013) : James Kendrick (6 épisodes)
  - Suits : Avocats sur mesure (2015-2018) : Jack Soloff (13 épisodes)
  - Marvel : Les Agents du SHIELD (2017) : Tucker Shockley (3 épisodes)

- Corey Reynolds dans (9 séries) :
  - The Closer : L.A. enquêtes prioritaires (2005-2012) : le sergent David Gabriel (109 épisodes)
  - Les Experts : Miami (2007) : Steve Gryson (saison 5, épisode 19)
  - Private Practice (2007) : Ray (saison 1, épisode 6)
  - NCIS : Enquêtes spéciales (2009) : le lieutenant-commandant Aaban El-Sayad (saison 7, épisode 10)
  - Castle (2015) : Mark West (saison 8, épisode 6)
  - First Murder (2016) : le procureur-adjoint Martin Reardon (10 épisodes)
  - NCIS : Los Angeles (2017) : l'agent Duke Morgan (saison 8, épisodes 13 et 14)
  - Chicago Police Department (2017) : Steve Burns (saison 5, épisode 2)
  - All American (2019-2020) : Cliff Mosley (5 épisodes)

- Anson Mount dans (7 séries) :
  - La Famille Carver (2004-2005) : Will Carver (13 épisodes)
  - Conviction (2006) : Jim Steele (13 épisodes)
  - New York, police judiciaire (2007) : le révérend James Sterling (saison 17, épisode 14)
  - Dollhouse (2009) : Vitas (saison 1, épisode 4)
  - Hell on Wheels : L'Enfer de l'Ouest (2011-2016) : Cullen Bohannon (55 épisodes)
  - Star Trek: Discovery (2019) : le capitaine Christopher Pike (14 épisodes)
  - Star Trek : Un nouveau monde étrange (depuis 2022) : le capitaine Christopher Pike

- Marco Sanchez dans :
  - SeaQuest, police des mers (1993-1995) : Miguel Ortiz (44 épisodes)
  - NCIS : Enquêtes spéciales (2010-2018) : Alejandro Rivera (7 épisodes)
  - MacGyver (2017) : M. Diaz (saison 2, épisode 1)

- William DeVry (en) dans : 
  - Amour, Gloire et Beauté (2006-2012) : Stephen « Storm » Logan Jr. (109 épisodes)
  - Beauty and the Beast (2013) : Dr Sorenson (5 épisodes)
  - NCIS : Enquêtes spéciales (2014) : le lieutenant-commandant D. Stone (saison 11, épisode 12)

- Scott Holroyd (en) dans :
  - Les Experts : Miami (2007) : Andy Kelso (saison 5, épisode 17)
  - Les Frères Scott (2009-2012) : David Fletcher (7 épisodes)
  - Chuck (2010) : Justin Sullivan (5 épisodes)

- Michael Weatherly dans :
  - Amoureusement vôtre (1992-1995) : Cooper Alden (440 épisodes)
  - Ally McBeal (2000) : Wayne Keebler (saison 4, épisode 1)

- Jason Cerbone dans :
  - Les Soprano (2000-2001) : Jackie Aprile Jr. (12 épisodes)
  - New York, section criminelle (2007) : Rudy Ventano (saison 6, épisode 11)

- Joey Lawrence dans : 
  - Mes plus belles années (2002-2003) : Michael Brooks (19 épisodes)
  - Les Experts : Manhattan (2007) : Clay Dobson (3 épisodes)

- Kiko Ellsworth dans :
  - Half and Half (2003-2004) : Clay (saison 2, épisodes 7 et 22)
  - NCIS : Enquêtes spéciales (2005) : Willie Taylor (saison 2, épisode 16)

- Pancho Demmings dans :
  - NCIS : Enquêtes spéciales (2003-2005) : Gerald Jackson (15 épisodes)
  - Bones (2007) : l'agent Jay Ramirez (saison 2, épisode 12)

- Kristoffer Polaha dans :
  - Mad Men (2007-2009) : Carlton Hanson (4 épisodes)
  - FBI : Portés disparus (2009) : Justin Morgan (saison 7, épisode 18)

- Darren Boyd dans :
  - Fortitude (2015-2018) : Markus Huseklepp (18 épisodes)
  - Killing Eve (2018) : Frank Haleton (4 épisodes)

- John Hodgman dans :
  - Red Oaks (2016) : Travis (4 épisodes)
  - The Tick (2019) : Hobbes (5 épisodes)

- Sean Astin : Las Vegas : Lloyd Cambell
- Benjamin Bauman : New York, police judiciaire (épisode : L'Association du Bien et du Mal) : Jason Altobelle
- Rob Boltin : Mental : Denny
- Chris Bowers : Rescue Me : Les Héros du 11 septembre : Larry Bird
- Jason Brooks : FBI : Portés disparus : Pepper Dennis (Brice), Connor Banes
- Nicholas Burns : Miss Marple
- Alan Campbell : La loi est la loi (à partir saison 2) : Derek Mitchell
- Teddy Canez : New York, section criminelle : Biaggi
- Jonathan Chase : Veronica Mars (Saison 3) : Josh Barry
- Jonas Chernick : La Petite Mosquée dans la prairie : Johnny
- Josh Cooke : Big Day : Danny
- Matthew Del Negro : Les Experts : Miami : Mike Farallon
- Warren Derosa : Charmed (épisode : La bataille de Christy) : Simon Marks
- James Doherty : Génial Génie : Fender
- Ned Eisenberg : New York, section criminelle : Granick
- Tom Ellis : Messiah: The Promise : Philipp Ryder
- Arlen Escarpeta : Urgences (épisode : Refus de soin) Santiago
- Jason David Frank : Power Rangers : Dino Tonnerre : Dr Tommy Oliver
- Allan Girod : Lockie Leonard : Snowy
- Paul Greene (en) : NCIS : Enquêtes spéciales (épisode : La Règle 38 : Renny Grant
- David Groves : Amandine Malabul : Avalon
- Jeremy Guilbaut : The Guard : Police maritime : Andrew Vanderlee
- David Harewood : The Palace : Simon Brooks
- Adam Harrington : Queer as Folk : Connor James
- David Janer : L'Aigle rouge
- Mitchell Jarvis : New York, unité spéciale : Grice
- SanjivJ Haveri : New York, police judiciaire (saison 16)
- Craig Kelly : Hôtel Babylon : Pete
- George Lenz : Der Fahnder
- Adrian Lester : Bonekickers : Ben Ergha
- Giampiero Lisarelli : Giovanna, commissaire : Andrea
- Kurt Long : Les Experts : Miami : Thomas Wellner
- Simon Ludders : The Story of Tracy Beaker : Mister Gee
- Eric Lutes : Les Experts : Miami : Todd Baransky
- Peter Mackenzie : Les Experts : Miami (saison 5) : Tanninger Russel
- Will Mellor : Deux Blondes et des chips : Gaz
- Gonzalo Menendez : Cane : Chicho
- Ben Miller : Miss Marple : Bill Blake
- Colin Moody : Coups de génie : M. Woods
- Jason Robert Moore : New York, unité spéciale : Jensen
- Danny Nucci : FBI : Portés disparus (saison 6, épisode 11 : Le privé) : Scott Lucas
- Denis O'Hare : Les Experts : Tom
- Benjamin John Parillo : NCIS : Enquêtes spéciales : Rex Eberlee
- Glenn Quinn : City Homicide : L'Enfer du crime : Corey Armstrong
- Mark Ram : Koppels : Benjamin
- Ulrich Reinthaller : Traumhotel - Bali : Roland
- Sebastián Rulli : Rubí : Hector
- Clemens Schick : Un cas pour deux (épisode : Vie et mort d'un architecte) : Christian Weidenfeld
- Travis Schuldt : Shérifs à Los Angeles
- Stephan Schwartz : Freunde fürs Leben
- Jonathan Slinger : Rosemary & Thyme : Rupert Waldo
- Jonathan Slinger : Les Arnaqueurs VIP (saison 5) : Campbell
- John Sloan : Amy : Colin
- Johnny Sneed : Les Experts : Todd Piccone
- Jan Sosniok : Duo de maîtres : Tilo Gram
- Nick Stahl : Comportements troublants : Gavin
- Martin Thaler : Here Comes Kalle (saison 2, épisode 13) : Clausen
- Jim True-Frost : Les Experts : Miami : saison 6 : Dave Keppling
- Alan Van Sprang : Degrassi : La Nouvelle Génération : Leo Davies
- John Wesley Shipp : New York Police Blues : Roy Larson
- Robert Wilfort : Skins (épisodes : 102, 105, 106 : Tom
- Craig Robert Young : Dream Team : Alex
- Matt Zarb : The Story of Tracy Beaker : Tom

#### Séries d'animation
- Le Roi de Las Vegas : Tommy, Monkey, Driver, Carville...
- Horseland : Bienvenue au ranch ! : Chili, Jimber...
- Charlotte aux fraises : Arthur Aigre-doux
- Les Nouvelles Aventures de Blinky Bill : Flap, Léon, Gustave
- Iggy Arbuckle : Jiggers
- Tous en selle avec Bibi et Tina : Docteur Écureuil
- Ragnarök the Animation : Iruga, Roan, Zephyrus...
- Chop Socky Chooks : Professor, Ninja...
- Tak et le Pouvoir de Juju : Keeko, Psychic, Repulsive, Phoebia Jujus...
- Chuggington : Dunbar, Morgan
- B't X (Manga) : Monstres en tous genres
- Something Else : Snide, Swift...

## Descripteur d’images
Liste non exhaustive :

### Télévision

#### Documentaire
- 2007 : L'Aube de la conquête spatiale Planétarium Cité des sciences et de l’industrie

#### Téléfilm
- 1999 : La Chanson du sombre dimanche (Gloomy Sunday) de Rolf Schubel
- 2002 : La Novice de Anno Saul
- 2002 : Escapade parisienne de Eike Besuden et Pago Balke
- 2003 : Dans l'ombre du pouvoir de Oliver Storz

### Cinéma
- 1932 : La Monstrueuse Parade (Freaks) VOST de Tod Browning
- 1939 : Quasimodo de William Dieterle
- 1951 : L'Odyssée de l'African Queen de John Huston
- 1955 : La Main au collet de Alfred Hitchcock
- 1960 : Le Capitan de André Hunebelle
- 1962 : Qu'est-il arrivé à Baby Jane ? VOST de Robert Aldrich
- 1962 : Un singe en hiver de Henri Verneuil
- 1963 : Les Oiseaux de Alfred Hitchcock
- 1963 : Les Tontons flingueurs de Georges Lautner
- 1964 : Les Barbouzes de Georges Lautner
- 1966 : La Grande Vadrouille de Gérard Oury
- 1966 : Le Docteur Jivago de David Lean
- 1966 : La Guerre est finie (MK2) de Alain Resnais
- 1967 : Les Douze Salopards de Robert Aldrich
- 1968 : Le Bal des vampires de Roman Polanski
- 1968 : Rosemary’s baby de Roman Polanski
- 1971 : Johnny s'en va-t-en guerre (Johnny Got His Gun) VOST de Dalton Trumbo
- 1974 : Chinatown de Roman Polanski
- 1978 : Retour VOST de Hal Ashby
- 1981 : La Dame aux camélias de Mauro Bolognini
- 1982 : Les Fantômes du chapelier de Claude Chabrol
- 1983 : Mortelle randonnée (TF1 Vidéo) de Claude Miller
- 1983 : Un jeu brutal de Jean-Claude Brisseau
- 1984 : Attention ! Une femme peut en cacher une autre de Georges Lautner
- 1984 : Carmen de Francesco Rosi
- 1984 : Dune de David Lynch
- 1986 : Chambre avec vue de James Ivory
- 1988 : Itinéraire d'un enfant gâté (TF1 Vidéo) de Claude Lelouch
- 1988 : La vie est un long fleuve tranquille (TF1 Vidéo) de Étienne Chatiliez
- 1989 : La Rose des sables VOST de Rachid Benhadj
- 1992 : Mayrig (TF1 Vidéo) de Henri Verneuil
- 1993 : Chute libre de Joel Schumacher
- 1993 : Cuisine et Dépendances de Philippe Muyl
- 1993 : Indochine (TF1 Vidéo) de Régis Wargnier
- 1993 : Un monde parfait de Clint Eastwood
- 1994 : Mina Tannenbaum de Martine Dugowson
- 1995 : Le Péril jeune de Cédric Klapisch
- 1996 : Chacun cherche son chat de Cédric Klapisch
- 1997 : Le Pari (TF1) de Didier Bourdon et Bernard Campan
- 1997 : Smilla de Bille August
- 1998 : Lieselotte de Johannes Fabrick
- 1998 : Chat noir, chat blanc (MK2) de Emir Kusturica
- 1998 : Minuit dans le jardin du bien et du mal de Clint Eastwood
- 1999 : eXistenZ de David Cronenberg
- 1999 : Ressources humaines de Laurent Cantet
- 1999 : Le Schpountz de Gérard Oury
- 2000 : Une vie à deux de Rob Reiner
- 2000 : A.I. Intelligence artificielle de S. Spielbert
- 2000 : Nationale 7 de François Sinapi
- 2001 : Comme chiens et chats de Lawrence Guterman
- 2001 : Driven de Renny Harlin
- 2001 : Harry Potter à l'école des sorciers de Chris Columbus
- 2001 : Ma femme est une actrice de Yvan Attal
- 2001 : The Pledge de Sean Penn
- 2001 : Stalingrad de Jean-Jacques Annaud
- 2001 : Training Day de Antoine Fuqua
- 2002 : Ah ! si j'étais riche (TF1 Vidéo) de Michel Munz et Gérard Bitton
- 2002 : Le Boulet de Alain Berberian et Frédéric Forestier
- 2002 : Harry Potter et la Chambre des secrets de Chris Columbus
- 2002 : Jiburo de Jee Jeong-hyang
- 2002 : Solino de Fatih Akın
- 2003 : Aaltra de Gustave Kervern et Benoît Delépine
- 2003 : Les Bourses ou la Vie de Robert Schwentke
- 2003 : Good Bye, Lenin! de Wolfgang Becker
- 2003 : L'Homme sans tête de Juan Solanas
- 2003 : Paï (Whale Rider) de Niki Caro
- 2003 : The Station Agent VOST de Thomas McCarthy
- 2004 : Cloud Cuckoo Land VOST de Matt Dickinson
- 2004 : Harry Potter et le Prisonnier d'Azkaban de Alfonso Cuarón
- 2004 : Le Neuvième jour de Volker Schlöndorff
- 2004 : La Porte du soleil (Le départ / Le retour) de Yousry Nasrallah
- 2005 : Batman Begins de Christopher Nolan
- 2005 : Black VOST de Sanjay Leela Bhansali
- 2005 : Caché de Michael Haneke
- 2005 : Constantine de Francis Lawrence
- 2005 : Kiss Kiss Bang Bang de Shane Black
- 2006 : L'Homme de novembre de Jobst Oetzmann
- 2006 : Indigènes (TF1 Vidéo) de Rachid Bouchareb
- 2006 : J'irai dormir chez vous : Vanuatu de Antoine de Maximy
- 2006 : Syriana de Stephen Gaghan
- 2006 : V pour Vendetta de James McTeigue
- 2007 : Elle s'appelle Sabine de Sandrine Bonnaire
- 2007 : Le métier qui rentre de Ronan Le Page
- 2007 : Der lachende Hund de Shohreh Jandaghian
- 2007 : Garage de Leonard Abrahamson
- 2007 : Le Secret de Salomon de David Charhon
- 2007 : Harry Potter et la Coupe de feu de Mike Newell
- 2007 : Lo importante VOST de Alauda Ruiz De Azua
- 2007 : Un bisou pour le monde de Cyril Paris
- 2011 : La P'tite Ourse de Fabienne Collet